# 浅野正富
浅野 正富（あさの まさとみ、1957年（昭和32年）1月10日 - ）は、日本の政治家、弁護士。栃木県小山市長（2期）。

## 来歴
小学生の時に東京都から栃木県小山市へ転居。小山市立間々田小学校、小山市立間々田中学校、栃木県立宇都宮高等学校卒業。1981年（昭和56年）3月、早稲田大学法学部卒業。1988年（昭和63年）、弁護士登録。1992年（平成4年）、小山市内に浅野正富法律事務所を開設。
2009年（平成21年）、NPO法人ラムサール・ネットワーク日本の事務局長に就任。渡良瀬遊水地のラムサール条約湿地への登録推進に尽力。署名運動や議会への陳情の先頭に立ち、2012年（平成24年）7月3日の登録実現に大きな役割を果たした。現在は、ラムサール湿地ネットわたらせ事務局長、コウノトリ・トキの舞うふるさとおやまをめざす会会長などを務める。
2019年（令和元年）末から、市民団体の事務局長として、小山市まちなか交流センター・おやま～るの指定管理者選定問題を巡り市と対立。市との話し合いが物別れに終わってからは、旧民主党系の市議らと共に翌年の小山市長選挙に向けて対立候補の擁立に関わる。
2020年（令和2年）5月22日、自らが小山市長選挙に立候補する意向を明らかにした。同年7月5日に行われた市長選に数人の県議、市議、立憲民主党支持層の一部の支援を得て立候補。自民党・公明党の推薦と県議4人と22人の市議の応援を受けた現職の大久保寿夫を破り、初当選した。7月31日、市長就任。
※当日有権者数：133,492人 最終投票率：44.72%（前回比：9.83pts）
| 候補者名   | 年齢 | 所属党派 | 新旧別 | 得票数   | 得票率 | 推薦・支持                 |
| ---------- | ---- | -------- | ------ | -------- | ------ | -------------------------- |
| 浅野正富   | 63   | 無所属   | 新     | 33,060票 | 55.82% |                            |
| 大久保寿夫 | 71   | 無所属   | 現     | 26,167票 | 44.18% | （推薦）自由民主党・公明党 |

## 政策・主張
- 2021年（令和3年）1月22日、6課13係の名称を「市民に分かりやすくシンプルな」名称に変更し、8課3室15係の移管を伴う大規模な組織改編を同年4月に行うと発表した[11]。
- 同年1月26日、夏の東京オリンピック・パラリンピックについて、「違和感を覚える。国は開催を前提として進めているが、国民の8割がすべきでないと答えている」と記者会見で語った[12]。